# Fennerosquilla
Fennerosquilla is een geslacht van kreeftachtigen uit de klasse van de Malacostraca (hogere kreeftachtigen).

## Soort
- Fennerosquilla heptacantha (Chace, 1939)